# Scherzo capriccioso

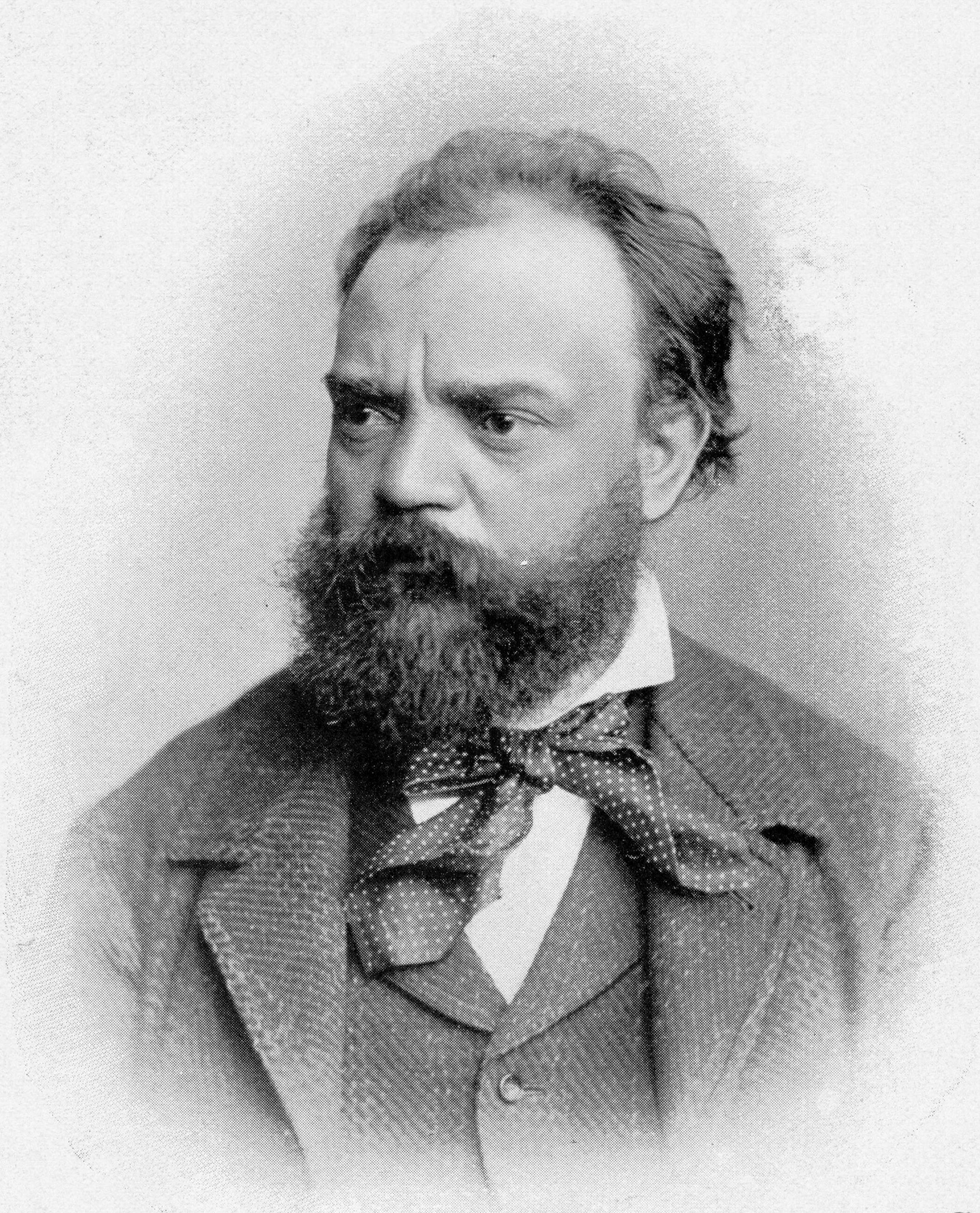
Antonín Dvořák, compositor de la obra, en 1882.

Scherzo capriccioso en re♭ mayor, op. 66 (B.131), es una obra orquestal de Antonín Dvořák, compuesta en 1883 y estrenada el mismo año en el Teatro Nacional de Praga bajo la dirección de Adolf Čech. Una actuación típica dura aproximadamente 14 minutos.
Al igual que con el Tercer trío para piano, la Obertura Husita, la Balada en re menor y la Séptima Sinfonía, compuestas en el mismo período, la obra está escrita en un estilo más dramático, oscuro y agresivo que reemplaza el estilo folclórico despreocupado del «período eslavo» de Dvořák. También tiene otras características notables, incluido el desarrollo que se produce en la exposición, el contrapunto que crea una estructura densa y el sonido de la orquesta a menudo puntuado por el uso distintivo del corno inglés y el clarinete bajo.